# Harri Moora
Harri Moora (2 mars 1900 à Ehavere, paroisse de Kuremaa – 2 mai 1968 à Tallinn) est un archéologue estonien. Il est récipiendaire de la Croix nationale de la Liberté.

## Biographie
En 1925, il est diplômé de l'Université de Tartu. Entre 1930 et 1942, il est directeur de musée. En 1931, il étudie à l'Institut baltique de Stockholm et développe une relation de travail scientifique avec l'archéologue finlandaise Ella Kivikoski, qui est l'un de ses principaux contacts avec les archéologues scandinaves.
Il travaille à l'Université de Tartu pendant la Seconde Guerre mondiale mais est arrêté en 1944 ; il reprend son poste à l'université après la guerre. Il travaille à l'Institut d'histoire et d'archéologie en tant que chef de département jusqu'à sa mort.
De 1936 à 1950, il est président de la Société savante estonienne et membre de l'Union internationale d'histoire des sciences.
Il est marié à Aliise Moora, une ethnologue, et ils ont six enfants, dont deux deviennent des universitaires renommés. Tanel Moora est archéologue et Ann Marksoo géographe. Il est le grand-père de l'homme politique Jürgen Ligi et de l'archéologue Priit Ligi.
Après la mort de Moora, deux autres archéologues estoniens, Lembit Jaanits et Jüri Selirand, ont co-écrit un livre en sa mémoire, Studia archaeologica in memoriam Harri Moora, publié en 1970.